# 基泰謝
07°37′S 15°03′E / 7.617°S 15.050°E
基泰謝（德語：Quitexe），是安哥拉的城鎮，位於該國西北部，由威熱省負責管轄，距離威熱70公里，奧地利植物學家弗雷德里希·威爾維茨曾於1856年在該地區工作，2008年人口31,889。